# Lobelia scaevolifolia
Lobelia scaevolifolia är en klockväxtart som beskrevs av William Roxburgh. Lobelia scaevolifolia ingår i släktet lobelior, och familjen klockväxter. IUCN kategoriserar arten globalt som starkt hotad. Inga underarter finns listade i Catalogue of Life.